# François Simon (critique gastronomique)
Pour les articles homonymes, voir Simon et François Simon.
François Simon est un critique gastronomique et animateur de télévision français, né le 22 mars 1953 à Saint-Nazaire.

## Biographie
François Simon est né à Saint-Nazaire, le 22 mars 1953. Après des études de droit à Nantes (DEUG), il entre au quotidien Presse-Océan comme permanencier de nuit (1976-1980) avant de rejoindre Paris où il collabore au Matin de Paris (1980-1981). Christian Millau l’engage pour quatre années au magazine Gault et Millau et aux guides éponymes. En 1985, le groupe Marie Claire le nomme à la rédaction en chef de Cuisine et Vins de France, poste qu’il occupera pendant deux ans. Philippe Villin fait appel à lui pour créer le Figaroscope (1987). Il en sera rédacteur en chef puis directeur de la rédaction (2000) avant d’être nommé grand reporter la même année, opérant ainsi  à Madame Figaro, au Figaro Magazine, au Figaro et à Figaroscope. Dans le même temps, il collabore à Paris Première aux côtés de Marjorie Alessandrini (1997), puis intègre l’équipe de Rive droite / Rive gauche, avec Thierry Ardisson. Paris Première lui confie alors un rendez vous gastronomique pendant cinq années. Ensuite, il passe à Direct 8 pour la Chronique de François Simon (2009-2012). Depuis, son départ du Figaro, il est passé au journal Le Monde puis a écrit pour Air France Magazine, Dim Dam Dom, Les Échos - Série Limitée ou encore Purple Magazine, Tempura, la Tribune Dimanche tout en poursuivant d'alimenter son Instagram (francoissimon) réunissant plus de 350 000 fidèles.
François Simon profite de sa réputation de critique gastronomique pour collaborer au Financial Times (Angleterre), Gourmet, Departures (États-Unis), Brutus, Casa Brutus, Men (Japon). François Simon écrit également sur les parfums, il a remporté le prix Jasmin pour le meilleur papier de l’année (2007). Il a également créé un blog (Simonsays) élu meilleur blog de l’année en 2008.
Il écrit de nombreux ouvrages et participe également à la réalisation de produits comme des confitures (avec Christine Ferber) commercialisées au Japon ; il enregistre des musiques (avec Jun Miyake, Jean Touitou, Marie France), crée des sandwiches (Velvet FS, avec Gontran Cherrier), des souliers (avec Georges Estivel aux États-Unis), participe à des vins (la cuvée Purple, depuis quinze ans) et est nommé chevalier des Arts et des Lettres (1997).
Il anime l'émission Paris Dernière sur Paris Première à partir d'octobre 2013 sans qu'on puisse voir son visage comme durant le reste de sa carrière. Il livre également depuis 2016 des chroniques estivales sur Arte nommée Les Petits Plaisirs, dans le cadre de l'émission 28 minutes.
En 2003, il est cité à de multiples reprises après le suicide du chef Bernard Loiseau. Le drame s'étant déroulé seulement quelques semaines après que François Simon a divulgué des informations concernant la probable dégradation de la note du restaurant de Bernard Loiseau, La Côte D'Or, par le Gault et Millau. Plus de dix ans après, François-Régis Gaudry (un journaliste culinaire) publie un article dans le journal L'Express dans lequel il défend François Simon. Le contenu de cet article est, ensuite, nuancé[Quoi ?] par la famille Loiseau.

## Œuvre
- Paris vin, Du May, 1987
- Guide des stations de sports d’hiver, Julliard
- Paris fine gueule, Éditions du Levant, 1997
- Guide des restaurants de Paris, TF1 éditions, 1996
- 52 week-ends en Europe, Assouline, 1999
- Guide des restaurants d’affaires, L’Organisation, 1999
- Chairs de poules, 200 façons de cuisiner le poulet, Agnès Vienot
- La Provence d’Alain Ducasse, Assouline, 2000
- Recettes de la cocotte, Staub, 2001
- Comment se faire passer pour un critique gastronomique sans rien y connaitre, Albin Michel, 2001
- Miam miaou, conseils et recettes pour chats modernes, Noesis, 2002
- Hôtels de Paris, Assouline, 2003
- Manger est un sentiment, Belfond, 2003
- Adresses choisies pour des amis qui ne le sont pas moins, 2004
- Toscane(s), Assouline, mai 2004, 284 p. (ISBN 978-2-84323-579-5)
- N’est pas gourmand qui veut, Robert Laffont, 2005
- Eden-Roc, Assouline, 2007
- Adresses pour clouer le bec… à ceux qui en connaissent trop, 2007
- Jean-Paul Hévin, Assouline, 2008
- Recettes de l’Eden-Roc, 2008
- Aux innocents la bouche pleine, Robert Laffont, 2008
- Pique assiette, Grasset, 2009
- Les Artisans du paradis, Assouline, 2009
- Hugo Desnoyer, tendre et saignant, Assouline, 2010
- Bistro, Flammarion, 2011, avec Bertrand Auboyneau
- Dans ma bouche, Flammarion, 2012
- Cuisine d’indulgence, Le Chêne, 2012
- Radin chic, Le Chêne, 2013
- Pierre Jancou, la table vivante, Skira, 2015
- Cuisine française, chefs japonais, avec Ryoko Sekiguchi, le Chêne, 2015
- Village Paul Bert, le Chêne, 2016
- Dictionnaire du savoir (bien) vivre, manifeste hédoniste, le Chêne, 2017.
- L'Esprit des Vents", roman, Plon. 2019
- Héritage Bocuse, avec Patricia Zizza, Flammarion 2019.
- Le silence de l'Amour, les années Lennon au Japon, les Equateurs, 2021
- Provence Glory, éditions Assouline, 2021
- Poétique du Jambon Beurre, Bouquins, 2022
- "Tokyo Serenity" , Assouline 2024

### En collaboration
- Guide Gault et Millau, 1981, 1982, 1983, 1984
- Vins et vignobles de France, Larousse, 1988
- Voyages d’écrivains ; L.F. Celine à New York, Le Figaro, 2002
- Sébastien Le Fol, Peopologie, Les Équateurs, 2002
- Le sommeil, 48 heures  au Lutetia, Scali, 2004
- Guide des restaurants du Figaroscope, Le Figaro, 2010, 2011, 2012, 2013
- Guide Vuitton, Paris, restaurants (2018, 2019, 2020, 2021, 2022), Dubaï, Venise, Barcelone, Marrakech, Reims, Bâle, Barcelone, Tokyo, Osaka